# Ганс Селандер
Ганс Селандер (швед. Hans Selander; 15 березня 1945 — 2023) — шведський футболіст, що грав на позиції захисника. По завершенні ігрової кар'єри — тренер. Відомий за виступами у низці шведських клубів, зокрема «Гельсінгборг» та «Гальмстад», а також національну збірну Швеції, у складі якої був учасником чемпіонату світу 1970 року. Дворазовий чемпіон Швеції.

## Клубна кар'єра
Ганс Селандер з 1962 року грав у складі клубу вищого шведського дивізіону «Гельсінгборг», в якій провів сім сезонів. Після вибуття до другого дивізіону, де «Гельсінгборг» грав з 1969 року, Селандер перейшов до іншого клубу другого дивізіону «ІФК Уппсала», де грав до кінця 1972 року, а в 1973 році став гравцем іншого клубу другого шведського дивізіону з Уппсали «Сіріус», в якому грав протягом одного року. У кінці 1973 року Ганс Селандер перейшов до клубу Другої Бундесліги «Ворматія», а середині 1974 року повернувся до «Сіріуса».
У 1975 році Ганс Селандер перейшов до клубу «Гальмстад», за який відіграв 7 сезонів. У складі «Гальмстад» став одним із основних гравців захисту команди, зігравши за клуб 166 матчів у першості країни. Двічі, в 1976 і 1979 роках, ставав у складі команди чемпіоном Швеції. Завершив виступи на футбольних полях по закінченні сезону 1981 року в складі «Гальмстада».

## Виступи за збірну
Ганс Селандер дебютував у складі національної збірної Швеції у 1966 році. У складі збірної був учасником чемпіонату світу 1970 року у Мексиці. У складі збірної грав з перервою до 1977 року, провів у її формі 42 матчі, забивши 3 голи.

## Кар'єра тренера
Розпочав тренерську кар'єру невдовзі по завершенні кар'єри гравця, 1982 року, очоливши тренерський штаб клубу «Фалькенбергс ФФ», в якому працював до 1984 року, після чого тренерською діяльністю не займався.

## Титули і досягнення
- Чемпіон Швеції (2):

«Гальмстад»: 1976, 1979